# Lac Alphonse
Lac Alphonse är en sjö i Kanada.   Den ligger i regionen Mauricie och provinsen Québec, i den sydöstra delen av landet, 400 km norr om huvudstaden Ottawa. Lac Alphonse ligger 400 meter över havet. Arean är 4,6 kvadratkilometer. Den sträcker sig 5,5 kilometer i nord-sydlig riktning, och 4,5 kilometer i öst-västlig riktning.
I omgivningarna runt Lac Alphonse växer i huvudsak barrskog. Trakten runt Lac Alphonse är nära nog obefolkad, med mindre än två invånare per kvadratkilometer.